# Elephantulus fuscus
Elephantulus fuscus är en däggdjursart som först beskrevs av Peters 1852.  Elephantulus fuscus ingår i släktet Elephantulus och familjen springnäbbmöss. IUCN kategoriserar arten globalt som otillräckligt studerad. Inga underarter finns listade i Catalogue of Life.
Arten har i princip samma utseende som den kortnosade elefantnäbbmusen. Pälsen är däremot lite mörkare och mera gråaktig. Dessutom har Elephantulus fuscus en tjockare hudflik som täcker örats insida.
Denna springnäbbmus förekommer i östra Afrika i Moçambique och i angränsande regioner av Malawi, Zambia och Zimbabwe. Habitatet utgörs av savanner med några träd och buskar.